# Округ Грант (Вашингтон)
Округ Грант (енгл. Grant County) је округ у америчкој савезној држави Вашингтон.

## Демографија
По попису из 2010. године број становника је 89.120, што је 14.422 (19,3%) становника више него 2000. године.
| Група             | 2000.          | 2010.          |
| Белци             | 48.883 (65,4%) | 51.066 (57,3%) |
| Афроамериканци    | 742 (1,0%)     | 990 (1,1%)     |
| Азијати           | 652 (0,9%)     | 810 (0,9%)     |
| Хиспаноамериканци | 22.476 (30,1%) | 34.163 (38,3%) |
| Укупно            | 74.698         | 89.120         |